# Подольська сільська рада
Подо́льська сільська рада (рос. Подольский сельский совет) — сільське поселення у складі Червоногвардійського району Оренбурзької області Росії.
Адміністративний центр — село Подольськ.

## Історія
2012 року була ліквідована Івановська сільська рада (село Івановка), територія приєднана до складу Подольської сільради.

## Населення
Населення — 3088 осіб (2019; 3461 в 2010, 3936 у 2002).

## Склад
До складу сільської ради входять:
| Населений пункт     | Населення, осіб (2002) | Населення, осіб (2010) |
| ------------------- | ---------------------- | ---------------------- |
| Івановка, село      | 625                    | 483                    |
| Калтан, село        | 360                    | 322                    |
| Красиково, село     | 436                    | 413                    |
| Кутерля, село       | 303                    | 227                    |
| Луговськ, село      | 971                    | 908                    |
| Подольськ, село     | 797                    | 703                    |
| Староюлдашево, село | 444                    | 405                    |